# Paterson (Familienname)
Paterson ist ein Familienname, der vor allem im englischsprachigen Raum vorkomme.

## Namensträger
- A. J. Paterson (Arthur Precious Paterson Jr., * 1996), US-amerikanisch-grenadischer Fußballspieler
- Ada Gertrude Paterson (1880–1937), neuseeländische Schulärztin und Direktorin der School Hygiene Devision des Department of Health
- Alan Paterson (Leichtathlet) (1928–1999), schottischer Leichtathlet
- Alan Paterson (Fußballspieler) (* 1954), nordirischer Fußballspieler
- Alexander Paterson (1884–1947), britischer Kriminologe
- Andrew Paterson (Fotograf) (1877–1948), schottischer Fotograf
- Andrew Barton Paterson (1864–1941), australischer Jurist, Schriftsteller und Journalist
- Andrew J. Paterson (Andrew James Paterson; * 1952), kanadischer Künstler
- Andy Paterson (* 1960), britischer Filmproduzent
- Basil Paterson (1926–2014), US-amerikanischer Jurist und Politiker
- Ben Paterson (* 1982), US-amerikanischer Jazzmusiker
- Bill Paterson (Fußballspieler, 1897) (* 1897 oder 1898; † 1970), schottischer Fußballspieler und -trainer
- Bill Paterson (Fußballspieler, 1930) (1930–2002), schottischer Fußballspieler und -trainer
- Bill Paterson (Schauspieler) (* 1945), britischer Schauspieler
- Callum Paterson (* 1994), schottischer Fußballspieler
- Chris Paterson (* 1978), schottischer Rugby-Union-Spieler
- Clifford Copland Paterson (1879–1948), britischer Elektrotechniker
- David Paterson (* 1954), US-amerikanischer Politiker
- David L. Paterson (* 1966), US-amerikanischer Drehbuchautor, Schauspieler und Produzent
- Don Paterson (* 1963), schottischer Schriftsteller und Musiker
- Duncan Paterson (1943–2009), schottischer Rugby-Union-Spieler
- Emma Paterson (1848–1886), englische Frauenrechtlerin
- Eric Paterson (1929–2014), kanadischer Eishockeytorwart
- Esther Paterson (1892–1971), australische Malerin und Illustratorin
- Fred Paterson (1897–1977), australischer Jurist und Politiker
- Gary Paterson (* 1949), kanadischer Geistlicher
- George Paterson (Fußballspieler, 1904) (1904–1949), schottischer Fußballspieler
- George Paterson (Jurist) (1906–1996), britischer Kolonialbeamter
- George Paterson (Fußballspieler, 1914) (1914–1986), schottischer Fußballspieler
- George Paterson (Fußballspieler, 1916) (1916–1996), schottischer Fußballspieler
- George Paterson (Ruderer) (* 1940), neuseeländischer Ruderer
- Gil Paterson (* 1942), schottischer Politiker
- Iain Paterson (* 1973), britischer Opernsänger (Bass)
- Ian Paterson, britischer Chemiker
- Isabel Paterson (1886–1961), US-amerikanische Journalistin, Literaturkritikerin und Schriftstellerin
- Jackie Paterson (1920–1966), britischer Boxer
- James Paterson (1854–1932), schottischer Maler
- James Paterson-Robinson (* 1978), australischer Springreiter
- James Hamilton-Paterson (* 1941), britischer Schriftsteller und Dichter
- Jamie Paterson (* 1991), englischer Fußballspieler
- Jennifer Paterson (Köchin) (Jennifer Mary Paterson; 1928–1999), britische Köchin, Autorin und Schauspielerin
- Jennifer Paterson (Biathletin) (* um 1990), kanadische Biathletin
- John Paterson (Bischof, 1604) (1604–1679), schottischer Geistlicher, Bischof von Ross
- John Paterson (Bischof, 1632) (1632–1708), schottischer Geistlicher, Erzbischof von Glasgow
- John Paterson (General) (1744–1808), US-amerikanischer General und Politiker
- John Paterson (Architekt) († 1832), schottischer Architekt
- John Paterson (Fußballspieler) (1897–1973), schottischer Fußballspieler
- John Paterson (Bischof, 1945) (* 1945), australischer Geistlicher, Bischof von Auckland
- Katherine Paterson (* 1932), US-amerikanische Schriftstellerin
- Katie Paterson (* 1981), schottische Künstlerin
- Lesley Paterson (* 1980), schottische Triathletin
- Mark Paterson (Tontechniker), britischer Tontechniker
- Mark Paterson (Segler) (1947–2022), neuseeländischer Segler
- Martin Paterson (* 1987), englisch-nordirischer Fußballspieler
- Matthew Paterson (* 1967), britischer Politikwissenschaftler
- Mike Paterson (* 1942), britischer Informatiker
- Neil Paterson (1915–1995), schottischer Fußballspieler und Drehbuchautor
- Owen Paterson (Politiker) (* 1956), britischer Politiker
- Owen Paterson (Filmschaffender), australischer Filmschaffender
- Richard Paterson (* 1949), schottischer Whiskyblender
- Rick Paterson (* 1958), kanadischer Eishockeyspieler, -trainer, -funktionär und -scout
- Robert Paterson (Steinmetz) (1715–1801), schottischer Steinmetz
- Robert Paterson (Bischof) (* 1949), britischer Geistlicher, Bischof von Sodor und Man
- Robert Paterson (Komponist) (* 1970), britischer Komponist und Musiker
- Rolf Paterson (1941–2017), kanadischer Badmintonspieler und -funktionär
- Steven Paterson (* 1975), schottischer Politiker
- Thomas G. Paterson (* 1941), US-amerikanischer Historiker
- Thomas J. Paterson (1805–1885), US-amerikanischer Politiker
- Thomas Wilson Paterson (1851–1921), kanadischer Politiker
- Tim Paterson (* 1956), US-amerikanischer Informatiker
- William Paterson (Kaufmann) (1658–1719), schottischer Kaufmann, Autor und Politiker
- William Paterson (Jurist) (1745–1806), US-amerikanischer Staatsmann und Richter
- William Paterson (Entdecker) (1755–1810), schottischer Soldat, Entdecker, Botaniker und Politiker
- William Paterson (Politiker) (1839–1914), kanadischer Politiker (Liberale Partei)
- William Alexander Paterson (* 1948), britischer Theaterregisseur, siehe Bill Alexander (Regisseur)
- William E. Paterson (* 1941), britischer Politikwissenschaftler
- Willie Paterson (Fußballspieler, III) (William Francis Paterson), schottischer Fußballspieler (Hamilton Academical, Motherwell, Charlton Athletic)
- Willie Paterson (Fußballspieler, 1902) (William Paterson; 1902–1967), schottischer Fußballspieler (Dunfermline Athletic, Dundee United, Arsenal)